# 文森特·勞里尼
文森特·勞里尼（義大利語：Vincent Laurini，1989年6月10日—），意大利-法國足球運動員。在場上的位置是後衛。他現在效力於意大利足球甲級聯賽球隊帕爾馬。他也曾經效力於色當足球俱樂部。